# Tom van der Werff
Tom van der Werff (20 augustus 2002) is een Nederlandse voetballer die als middenvelder voor ACV Assen speelt.

## Clubcarrière
Van der Werff begon met voetballen bij voetbalclub VV Actief, waarnaar hij in 2013 de over stap maakte naar de jeugdopleiding van FC Groningen. In 2016 maakte Van der Werff de overstap naar jeugdopleiding van SC Cambuur, waar hij in verschillende jeugdteams speelde, uiteindelijk kwam hij terecht in de Onder 21 van de club. Op 24 juli 2023 mocht hij, als speler van de Onder 21, mee op trainingskamp van het eerste elftal onder leiding van toenmalig trainer Sjors Ultee.
In augustus 2023 zat Van der Werff meermaals bij de selectie van het eerste team. Op 25 augustus maakte hij zijn debuut voor SC Cambuur in de Eerste divisie, in de thuiswedstrijd tegen Jong Ajax (4–2 winst) viel hij in de 85e minuut in voor Remco Balk.
In de zomerperiode van 2024 was Van der Werff clubloos, waarna hij op stage ging bij TOP Oss. Na zijn stageperiode daar tekende hij een contract van een jaar. Op 9 augustus 2024 debuuteerde hij voor TOP Oss in de met 3–1 gewonnen thuiswedstrijd tegen Excelsior.

## Clubstatistieken
| Seizoen | Club       | Competitie     | Competitie | Competitie | Beker | Beker | Overig | Overig | Totaal | Totaal |
| Seizoen | Club       | Competitie     | Wed.       | Dlp.       | Wed.  | Dlp.  | Wed.   | Dlp.   | Wed.   | Dlp.   |
| ------- | ---------- | -------------- | ---------- | ---------- | ----- | ----- | ------ | ------ | ------ | ------ |
| 2023/24 | SC Cambuur | Eerste divisie | 2          | 0          | 0     | 0     | 0      | 0      | 2      | 0      |
| 2024/25 | TOP Oss    | Eerste divisie | 29         | 0          | 1     | 0     | 0      | 0      | 30     | 0      |
| Totaal  | Totaal     | Totaal         | 31         | 0          | 1     | 0     | 0      | 0      | 32     | 0      |

Bijgewerkt t/m 7 juni 2025.